# معبد مهر
معبد مهر مراغه یا نیایشگاه مهری مراغه که با نام نیایشگاه مهری در تاریخ ۱۹ دی ۱۳۵۶ با شمارهٔ ثبت ۱۵۵۶ به‌عنوان یکی از آثار ملی ایران به ثبت رسیده است را باید در ردیف یکی از نخستین سکونتگاه‌ها و معابد بشر پیش از تاریخ محسوب کرد از تاریخ ناگفته مراغه حکایت دارد. این بنای تاریخی را متعلق به دورهٔ اشکانی و جایی می‌دانند که آیین مهرپرستی در آن اجرا می‌شد. اهالی منطقه این محوطه را با نام‌هایی مانند «امامزاده معصوم مراغه‌ای»، «خانقاه»، «اجاق» و «اولیاء» نامیده‌اند و مناطقی مانند «معبد»، «قبرستان»، «اصطبل»، «چله خانه» و یک محوطهٔ تاریخی دارد که به‌نظر می‌رسد قبرستانی مربوط به عصر آهن است. این معبد در زیر یک گورستان تاریخی قرار داردو با خاک‌برداری، بخش‌هایی از آن، خود را نمایان کرده، اما همچنان بخش عمده‌ای ازآن در زیر خاک قرار دارد. در یکی از سنگ قبرهای آن نمادی از گرز و کمان وجود دارد و تاریخ ۹۰۸ روی آن ثبت شده است. گرز و کمان نماد قومی بود که در قرن نهم و اوایل قرن دهم در سراسر حوزه شرقی دریاچه ارومیه زندگی می‌کرد. همچنین مجسمه قوچ سنگی که نمونه‌های زیادی از آن در گورستان خواجه حیران و قدمگاه آذرشهر دیده شده است، در گورستان معبد مهر نیز وجود دارد و مربوط به قوم «قره قویونلو» می‌باشد. این معبد در سال ۵۳ توسط پرویز ورجاوند باستان‌شناس ایرانی شناسایی شد که به اعتقاد وی این مکان بر اساس شواهدی مبنی بر سبک معماری میتراییسم در پلان آن، قابل مقایسه با معابد مهری ایتالیا است.

## پیشینه
معبد «مهر» مراغه نیایشگاه زیرزمینی و محل پرستش خورشید و برگزاری آیین مهرپرستی در جنوب روستای ورجوی مراغه به صورت زیرزمینی و صخره‌ای بنا شده است. پیروان آیین مهر، آن را با تراشیدن قطعه سنگی عظیم از جنس شیست با دهانه‌ای به عرض ۵/۴ متر به وجود آورده‌اند. این بنا را از نظر حجم کار و دقت هنرمندانی که در امر حجاری آن دخیل بوده‌اند می‌توان جزء نمونه‌های ارزنده ستایشگاه‌های کهن دانست.
با توجه به این که مشخصه معماری صخره‌ای تا دوران هخامنشی سطوح مسطح و راست گوشه بدون خطوط منحنی چه در درگاه‌ها و چه در پوشش سقفها می‌باشد و در واقع این همان نکته‌ای است که ما را به پیشینهٔ معبد مهر ورجوی و به دورهٔ اشکانی راهنمایی می‌نماید. این مجموعه باستانی شامل قبرستان، معبد و یک محوطه تاریخی می‌باشد.
مراغه شهری که روزگاری مرکز اسکان تمدن‌های بزرگ انسانی بوده و اکنون فراموش شده میراث داران ایشان است. برای آشنایی با تاریخ مراغه نمی‌توان از آثار بسیار کهن مهرابه‌های مراغه به سادگی گذشت. مهرابه‌ها نیایشگاه‌های مهرپرستان در دنیای باستان بوده است. مهرپرستی دینی «هندوایرانی» و «سکایی» بوده که پرستش خورشید (ایزد)‌ها از اجزای اصلی آن به‌شمار می‌رفته است. دینی که از ایران در دوره‌ای نیز به امپراتوری روم رخنه کرد. اما اکنون از مهرابه‌های کهن در این شهر تنها معبد مهرو معابد (غارهای) اطراف رصدخانه مراغه به یادگار مانده است و بس. گرچه اکنون از معبد مهر جز نامی و نشانی دیگر چیزی باقی نمانده؛ اما کماکان نشان از تاریخچه بسیار غنی این سرزمین تاریخی دارد. مهر یا میترا خدایی بوده که پرستش او در غرب تا شمال انگلستان و در شرق تا هند، هزاران سال رواج داشته است و هنوز هم مورد احترام زرتشتیان است. پیروان مهر او را فرشته مهر و دوستی و عهد و پیمان و مظهر فروغ و روشنایی می‌پنداشته‌اند. آن‌ها بر این عقیده بودند که مهر در غاری متولد شده است از این‌رو هر جا غاری می‌یافتند، در آن به پرستش و نیایش مهر می‌پرداختند و آن مکان را «مهرابه» می‌گفتند.
این معبد به عنوان یکی از کامل‌ترین پرستشگاه‌های تاریخی ایران، در دوره اسلامی یعنی زمانی که ایلخانیان بر ایران پارسی حکومت می‌کردند دستخوش تغییراتی شد تا نشانه‌هایی از اسلام اکنون بر تن این معبد به یادگار بماند. در مطالعات باستان‌شناسی سال‌های اخیر به سرپرستی دکتر سعید ستارنژاد و تیم همراه انجام شده مشخص گردید این نیایشگاه متعلق به مذهب بودایی‌ها در مراغه بوده است. وجود کتیبه قرآنی در داخل معبد اشاره به فتح بزرگی دارد که یادآور تسلط حاکمان ایلخانی بر این شهر است. این آثار و صدالبته این نشانه‌ها اکنون به دلیل اهمال مسوولان امر با تیشه و چکش غارتگران میراث ایرانی بیشتر آشنا هستند تا ضربه مرمت استادکاران آثار تاریخی برای حفظ این یادگار کهن ایرانی.
یافته‌های باستان‌شناسی وجود تمدن اورارتو|اورارتوها و ماد در آذربایجان بزرگ که مراغه جزئی لاینفک از آن است را به اثبات رسانیده و اینک «مهر» این معبد ناشناخته و پنهان مانده از انظار مردم و مسوولان که نخستین داده‌ها نشانگر پیش از تاریخ بودن این معبد می‌باشد، می‌تواند با بررسی‌های مجدد دیرینه شناختی و انتومولوژی وجود تاریخ و شکل‌گیری نخستین تمدن‌های بشری در آتروپاتکان را هزاران سال به گذشته بازگرداند.
در این میان میراث فرهنگی نیز در عملکردی ناشیانه در بخشی از این بنای سنگی؛ با سازه فلزی و آجر مرمت‌هایی را انجام داده که به همراه انباشت زباله‌ها هر بازدیدکننده‌ای را متأثر می‌سازد.
غارتگران آثار فرهنگی نیز بیرحمانه، سنگ‌های تاریخی گورستان را کنده و به جای دیگری منتقل می‌کنند.
این معبد هم‌اکنون به دلیل ساخت و سازهای انجام گرفته در اطراف آن و نیز نفوذ آب‌های سطحی به داخل آن در حال تخریب است.
طبق تحقیقات و بررسی‌ها معلوم شده که در این معبد آرامگاه یکی از علمای بنام و با تقوی مراغه یعنی آخوند ملا معصوم مراغه‌ای قرار دارد که بعد از وفاتش در این معبد دفن شده است. فرزند ملا معصوم مراغه‌ای حاج احد آقا قاضی معصومی می‌باشد که در دوران شجاع الدوله از قضات این شهر بوده است.
این بنا با اینکه نزدیک به هفت هزار سال قدمت دارد هیچ‌گونه حمایتی از طرف مسئولان برای حفظ این اثر تاریخی صورت نگرفته و همچون خرابه یی است؛ و هر شاهد تخریب این اثر تاریخی و یادگار گذشتگان این خاک کهن هستیم بدون آنکه اثر تأثیر گذاری در حفظ بنا صورت گیرد.

## سراسرنما
سراسرنمای داخل سالن اصلی معبد مهر

## نگارخانه

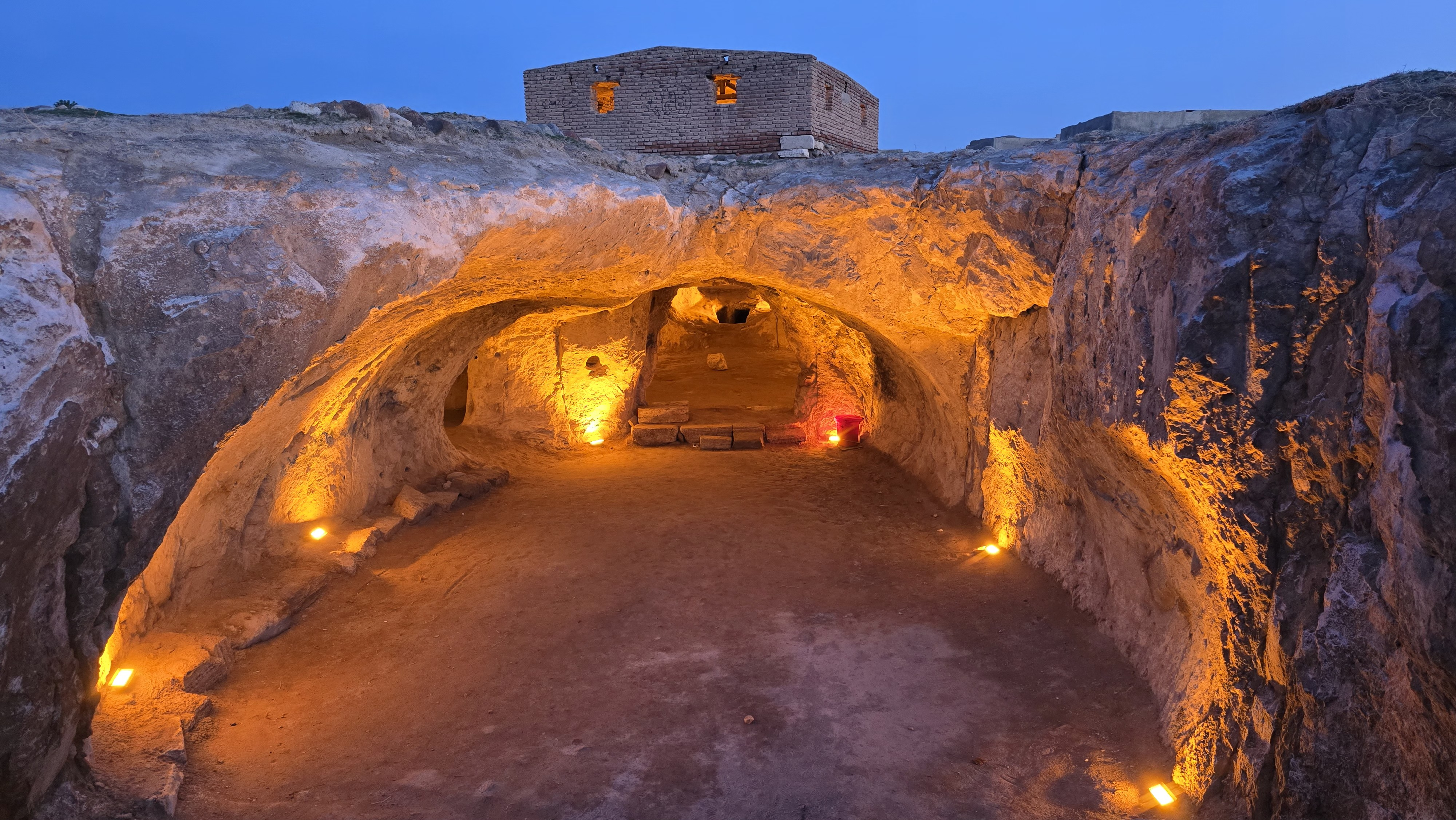
محوطه اصلی درون معبد
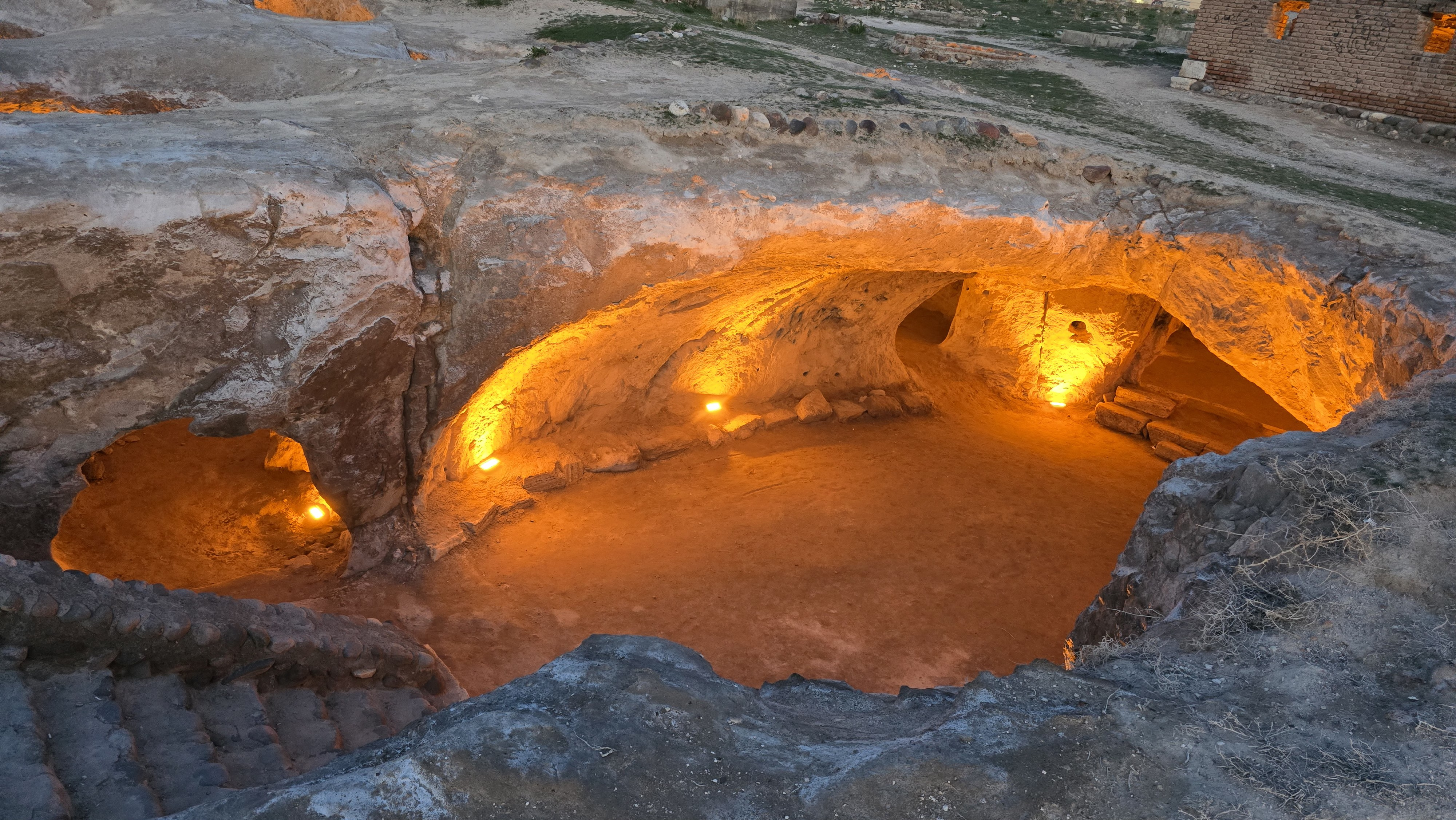
نمای ورودی معبد
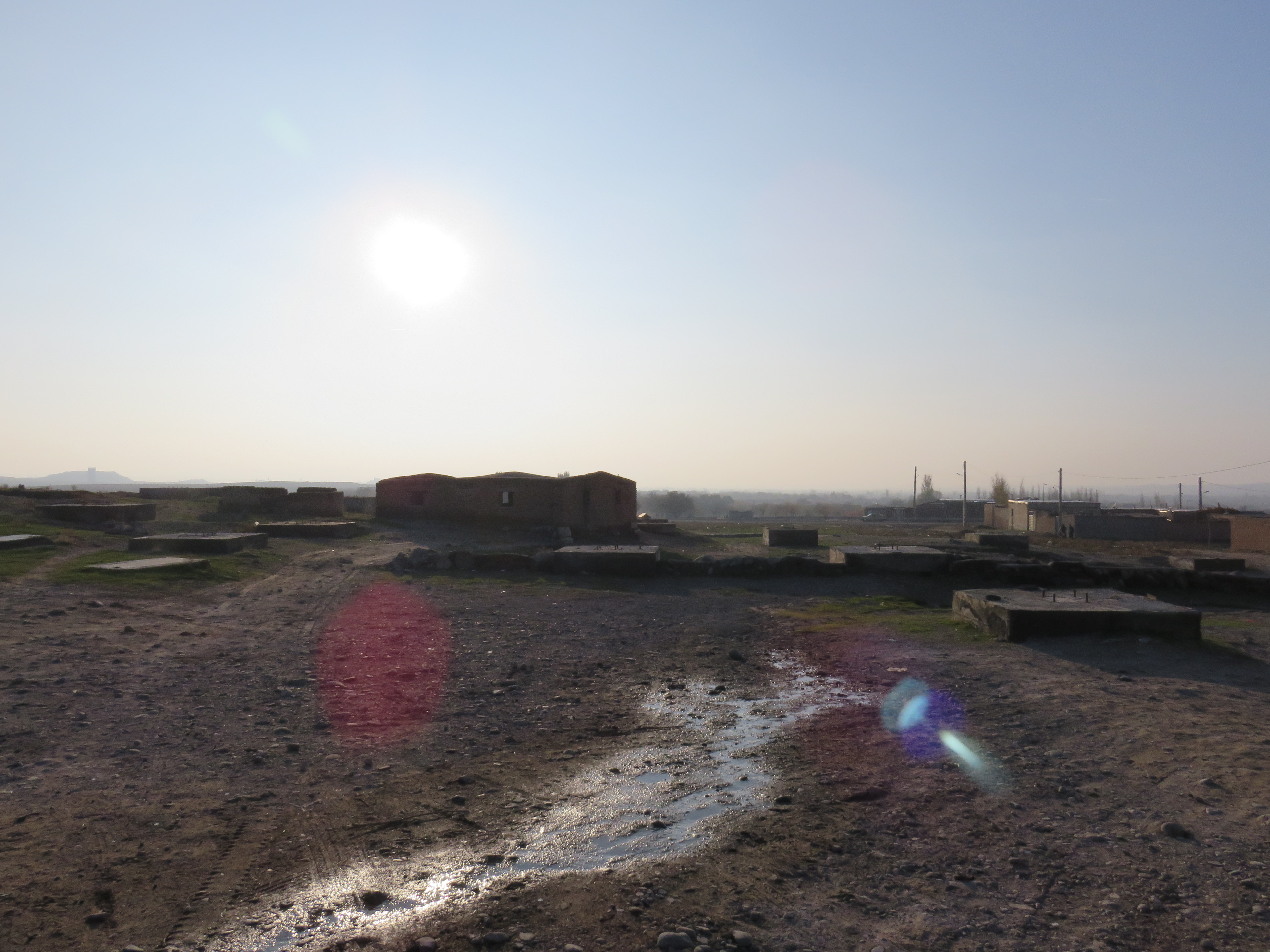
نمای کلی محوطه معبد مهر
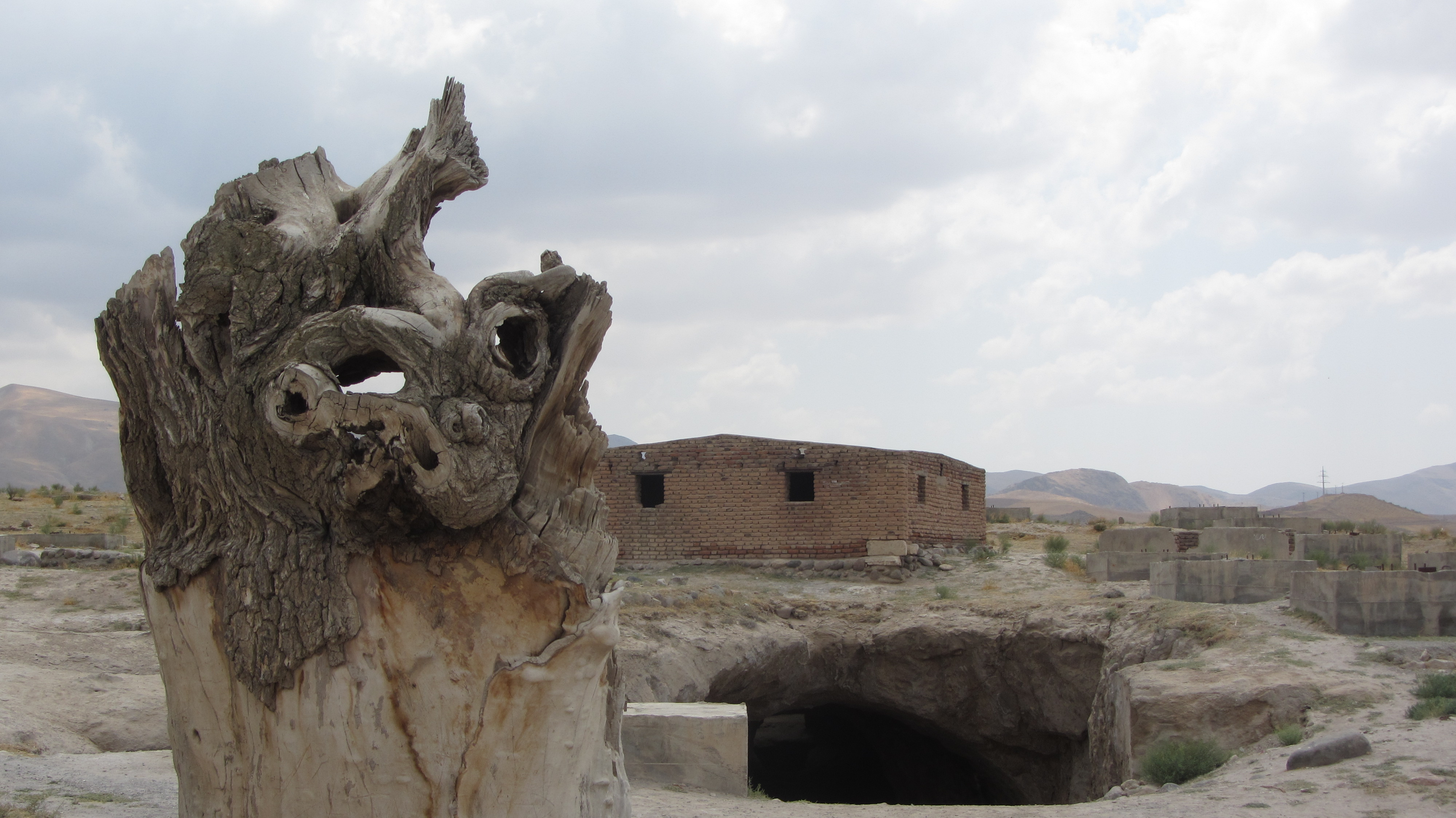
درخت کهنسال در مقابل ورودی معبد مهر
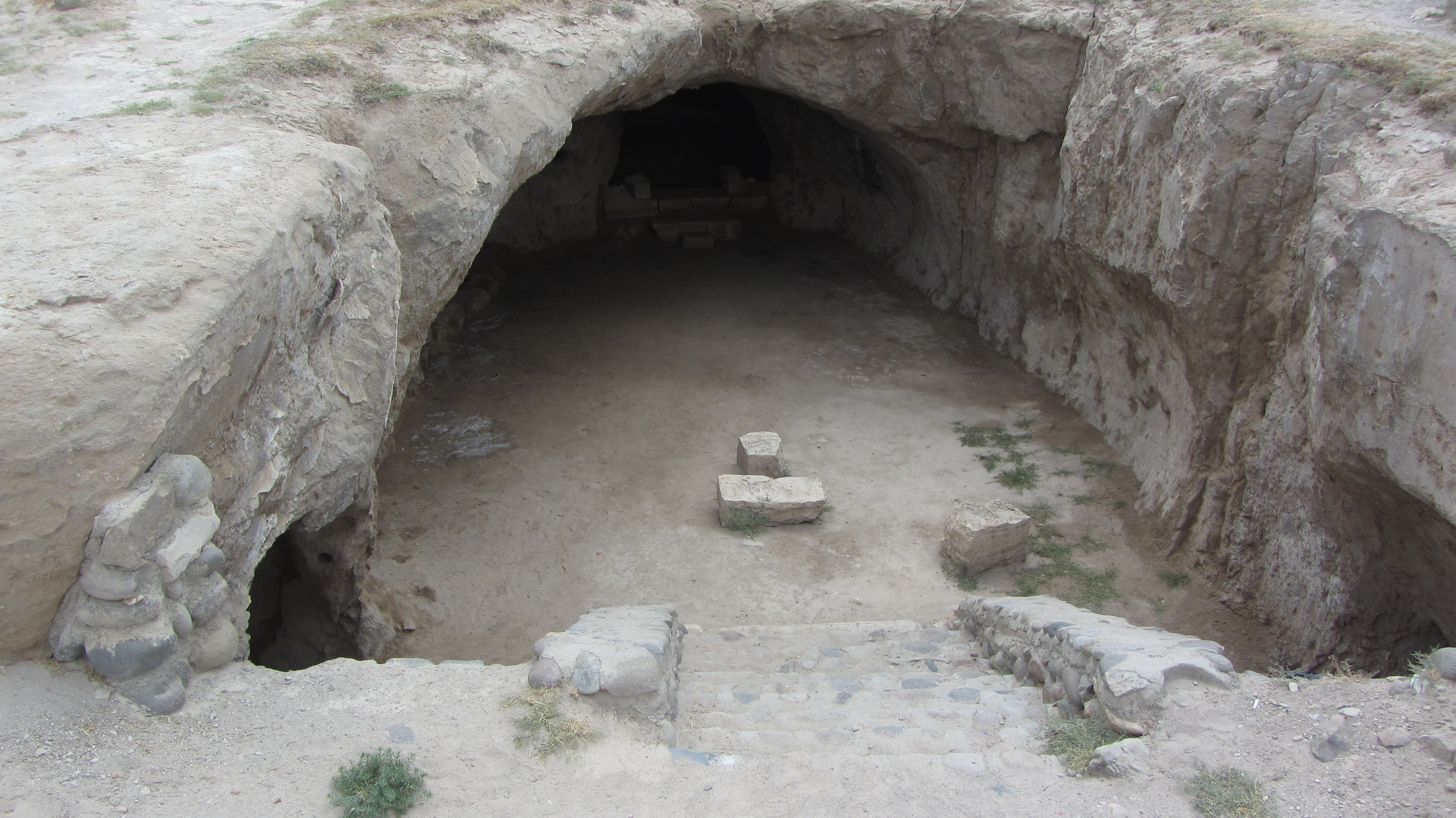
نمای بیرونی ورودی معبد مهر
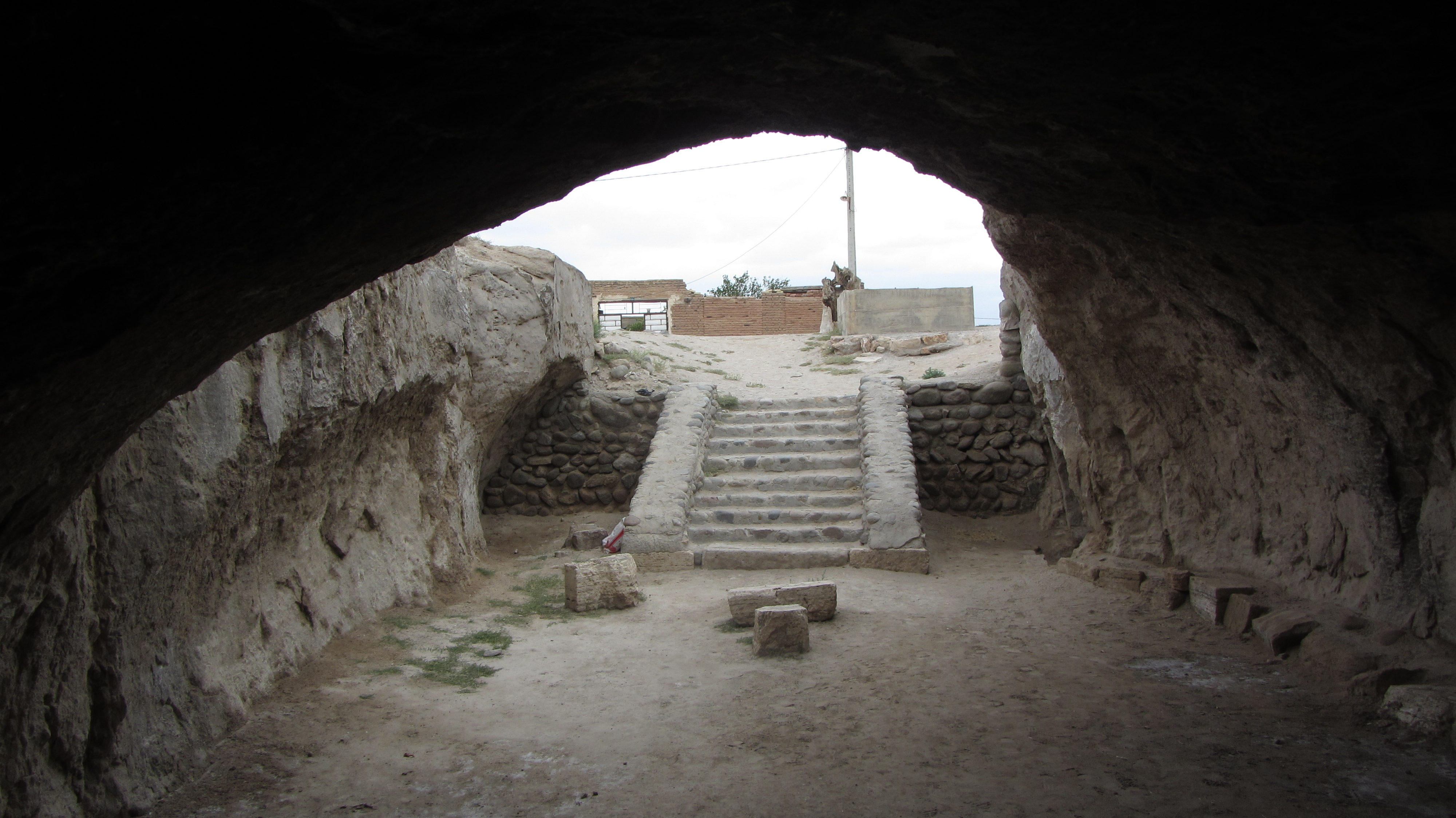
نمای داخلی ورودی معبد مهر
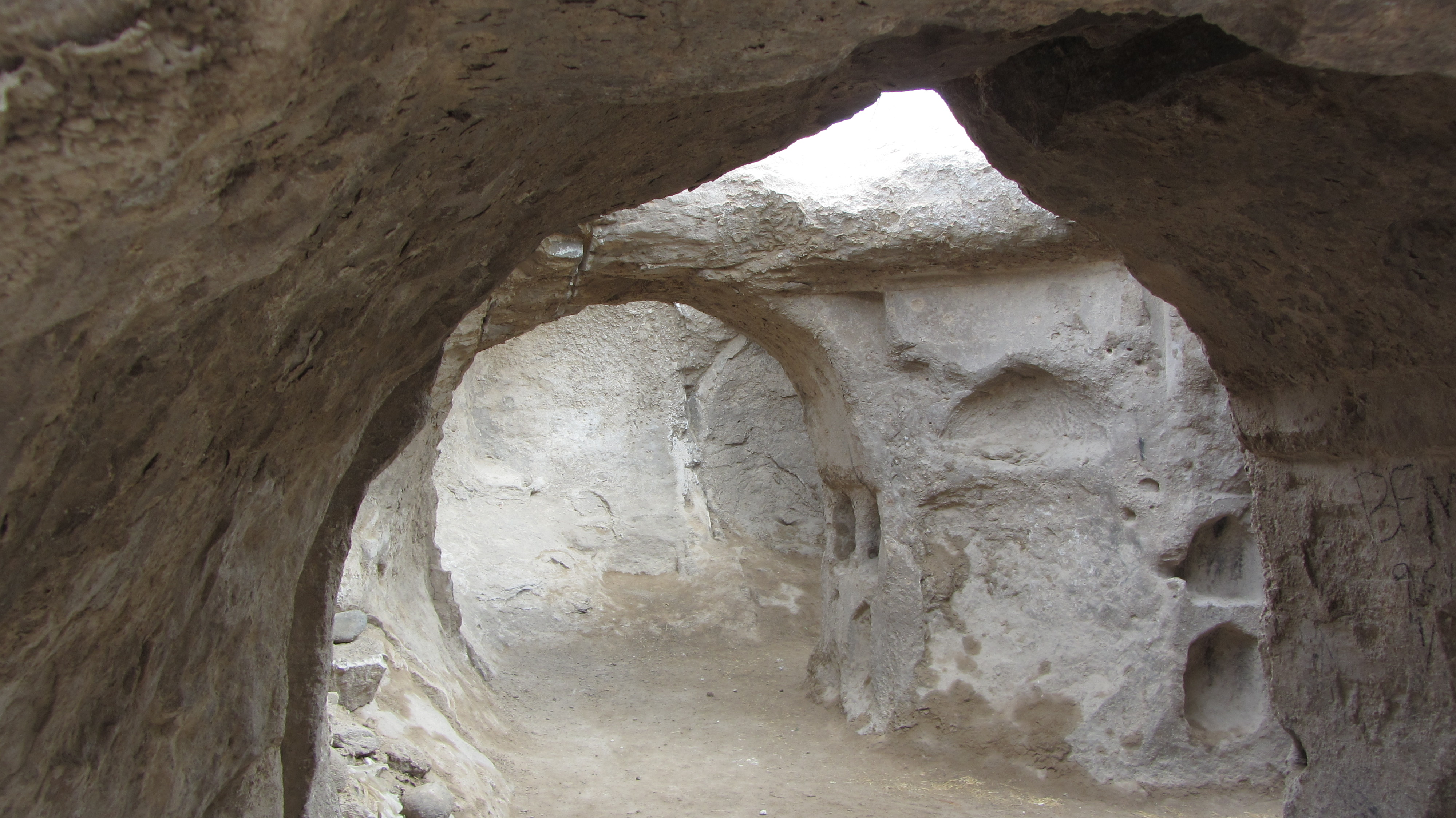
نمای داخل معبد مهر
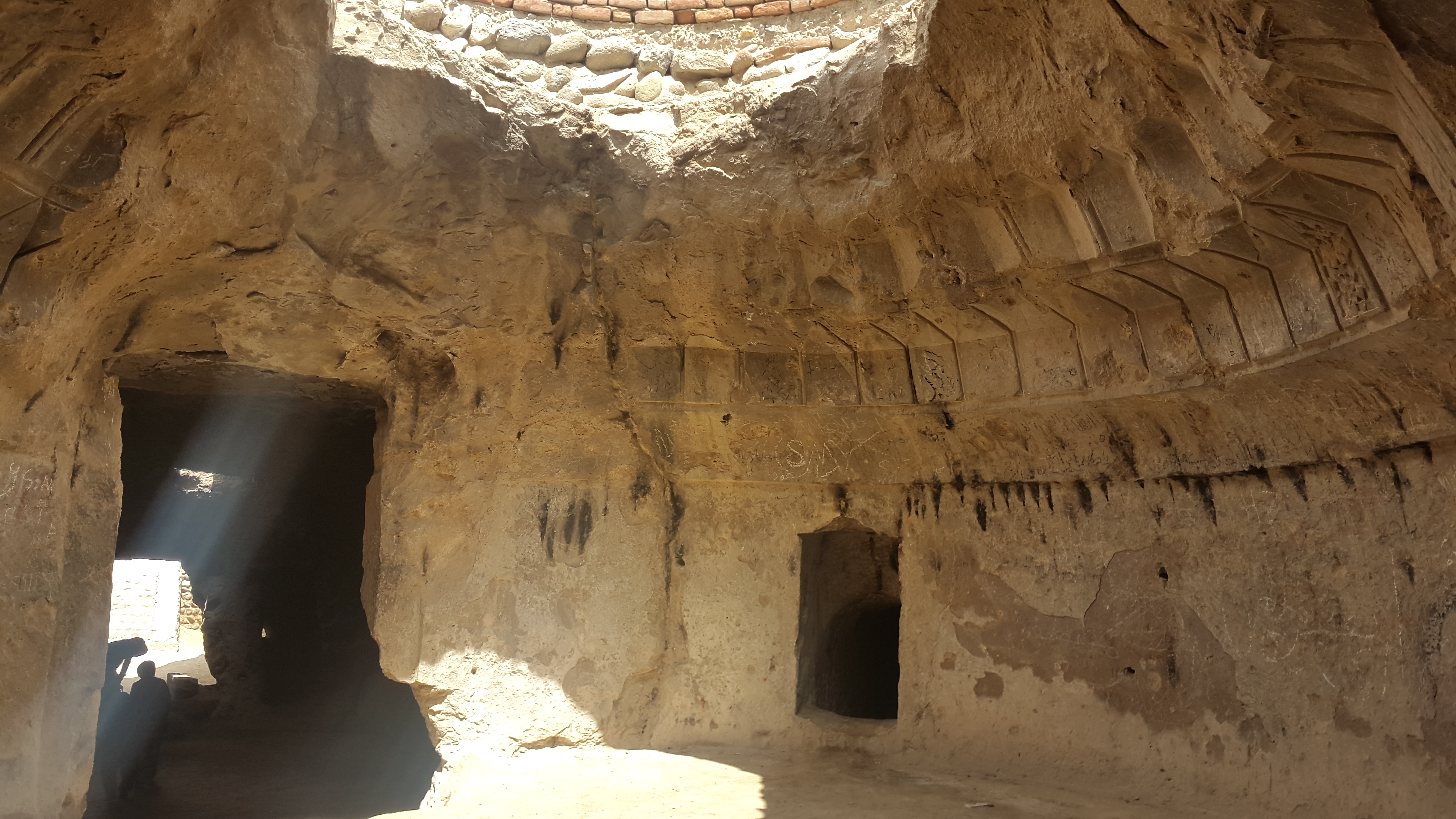
نیایشگاه معبد مهر
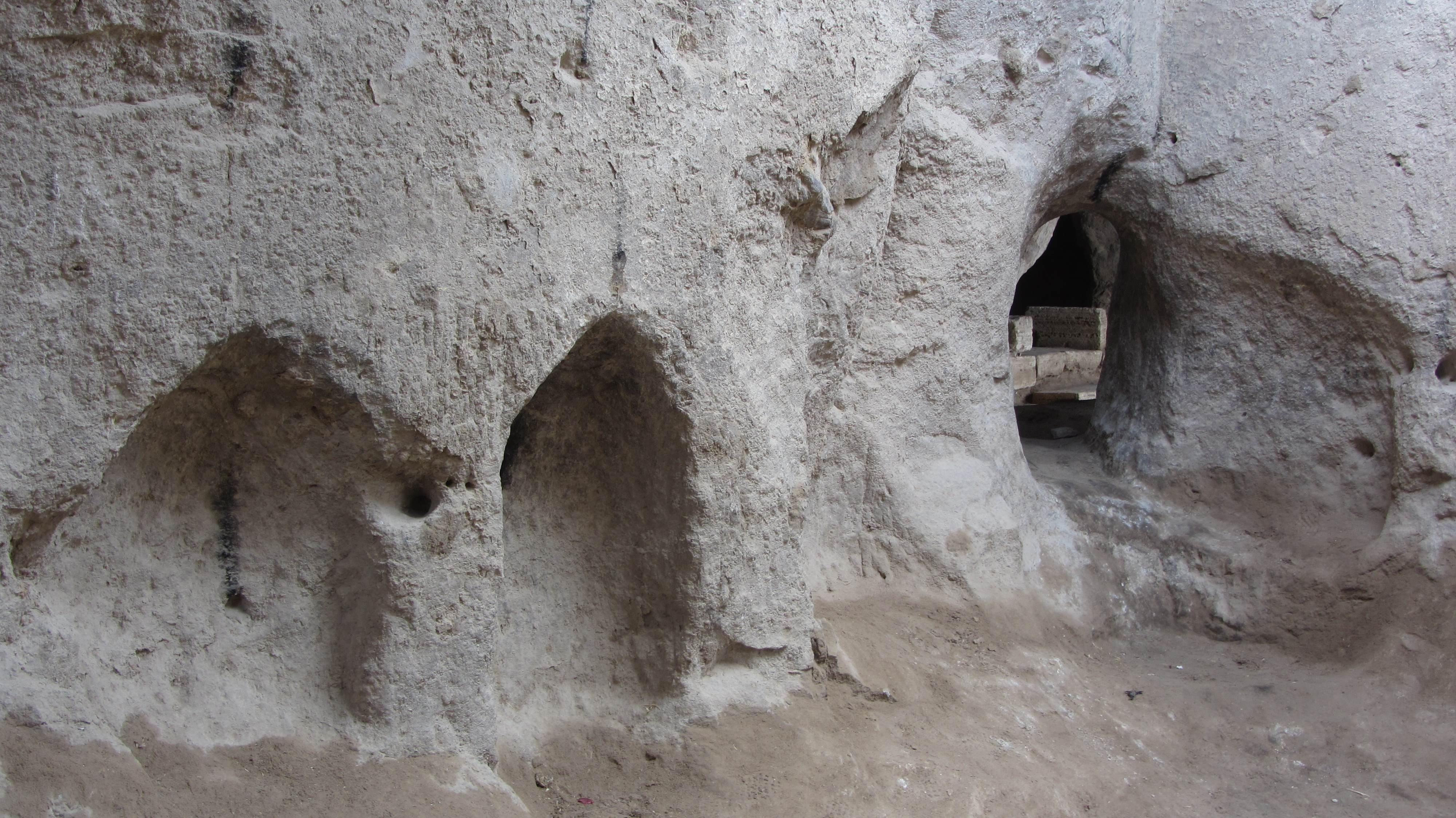
نمای داخل معبد مهر
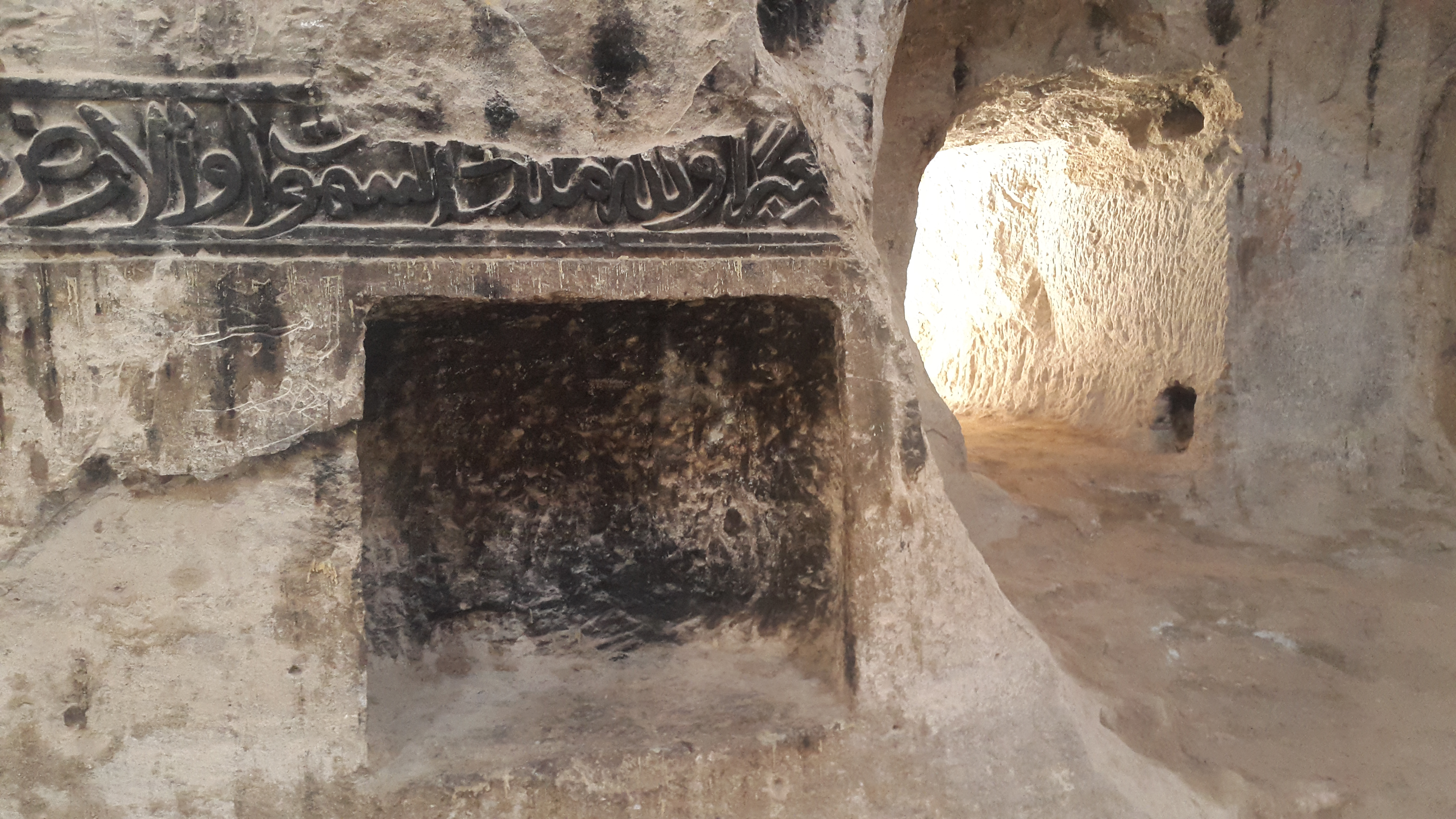
سنگ نوشته‌ای بر روی دیوار معبد مهر
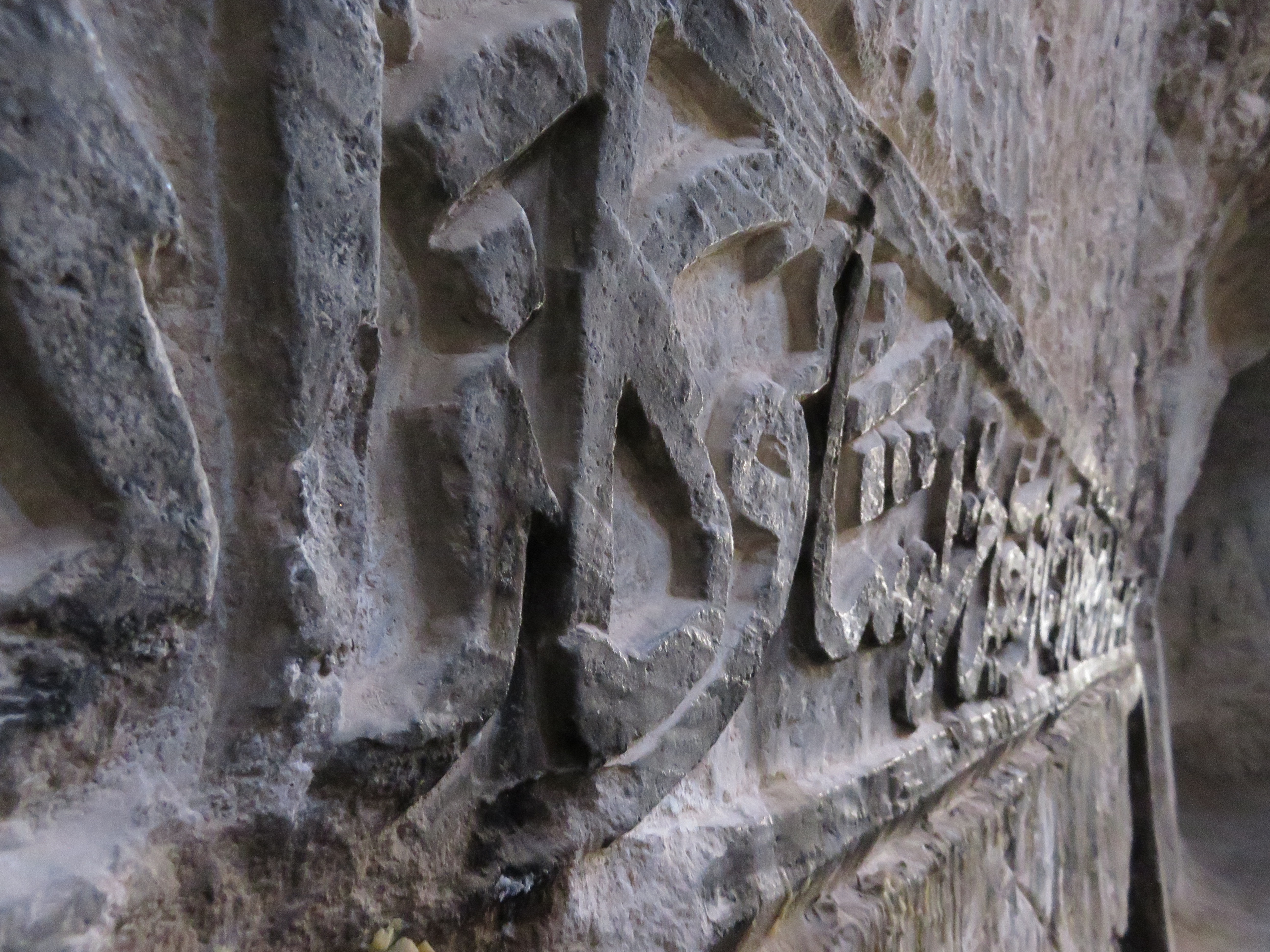
سنگ نوشته‌ای بر روی دیوار معبد مهر
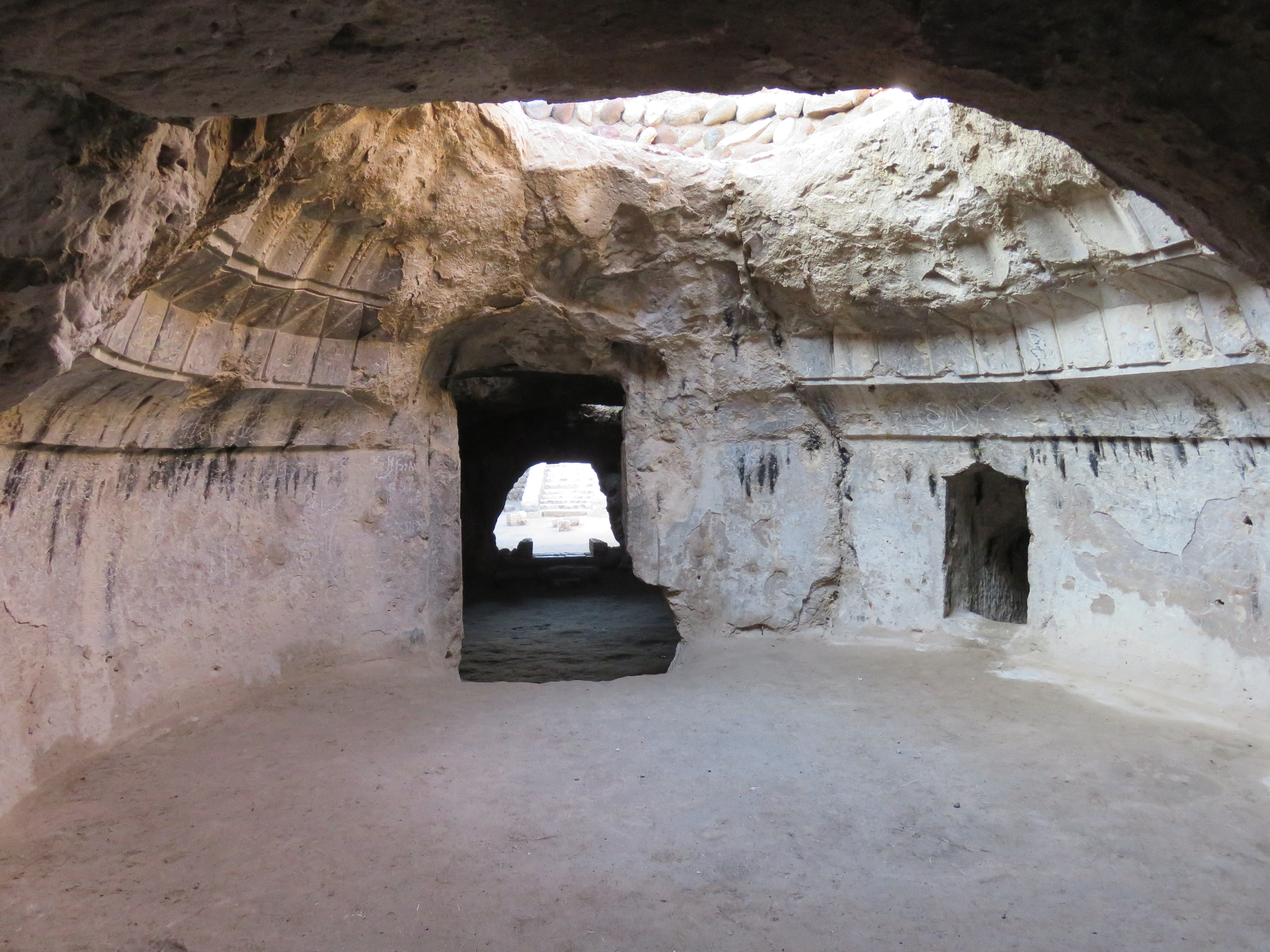
نیایشگاه معبد مهر
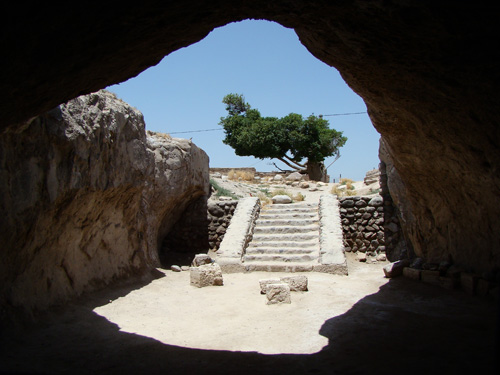
نیایشگاه مهری